# C9orf47
C9orf47 (англ. Chromosome 9 open reading frame 47) – білок, який кодується однойменним геном, розташованим у людей на 9-й хромосомі. Довжина поліпептидного ланцюга білка становить 202 амінокислот, а молекулярна маса — 22 306.
| 10         |  | 20         |  | 30         |  | 40         |  | 50         |
| ---------- |  | ---------- |  | ---------- |  | ---------- |  | ---------- |
| MVRIWTTIMI |  | VLILLLRIGP |  | NKPSLSGRQA |  | PAQAQTSDLV |  | PSLFPLGLWA |
| PGFCTWSSPD |  | EDKVWRPAWE |  | QGPKGEPDPR |  | GLRPRKPVPG |  | TGNRDSGTRR |
| RLQDATEQDP |  | RPGNDVASAE |  | TAGPPSPSGI |  | RAQDRAPRHR |  | RAPPARMPVA |
| PAPSADGEPL |  | QEQGGGLFHR |  | TRSVYNGLEL |  | NTWMKVERLF |  | VEKFHQSFSL |
| DN         |  |            |  |            |  |            |  |            |

A: Аланін

C: Цистеїн

D: Аспарагінова кислота

E: Глутамінова кислота

F: Фенілаланін

G: Гліцин

H: Гістидин

I: Ізолейцин

K: Лізин

L: Лейцин

M: Метіонін

N: Аспарагін

P: Пролін

Q: Глутамін

R: Аргінін

S: Серин

T: Треонін

V: Валін

W: Триптофан

Задіяний у такому біологічному процесі, як альтернативний сплайсинг. 
Секретований назовні.